# بيورن هيلغه رييزه

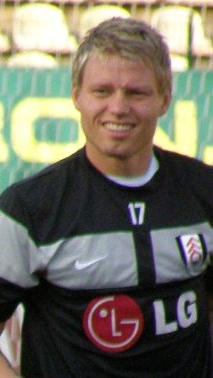

بيورن هيلغه رييزه (مواليد 21 يونيو 1983 في أوليسوند - النرويج) لاعب كرة قدم نرويجي يلعب حاليا لصالح نادي الدرجة الممتازة فولهام الإنجليزي منذ 2009 في مركز الوسط المحوري كما يجيد اللعب في مركز الوسط الأيمن .

## روابط خارجية
- بيورن هيلغه رييزه على موقع IMDb (الإنجليزية)
- بيورن هيلغه رييزه على موقع الاتحاد الأوربي (الإنجليزية)
- بيورن هيلغه رييزه على موقع اتحاد النرويج (النرويجية)
- بيورن هيلغه رييزه على موقع قاعدة بيانات كرة القدم.إي يو (الإنجليزية)
- بيورن هيلغه رييزه على موقع ناشيونال فوتبول تيمز (الإنجليزية)
- بيورن هيلغه رييزه على موقع Soccerbase.com (لاعب) (الإنجليزية)
- بيورن هيلغه رييزه على موقع Soccerway.com (الإنجليزية)
- بيورن هيلغه رييزه على موقع عالم كرة القدم.نت (الإنجليزية)